# Флейтомуцунести морски игли
Флейтомуцунестите морски игли (Aulostomus) са род актиноптери, единственият в семейство Aulostomidae.
Таксонът е описан за пръв път от Бернар Жермен дьо Ласепед през 1803 година.

## Видове
- Aulostomus chinensis
- Aulostomus maculatus
- Aulostomus strigosus
- Aulostomus valentini